# IC 865
IC 865 је спирална галаксија у сазвјежђу Дјевица која се налази на листи објеката дубоког неба у Индекс каталогу.
Деклинација објекта је - 5° 50' 0" а ректасцензија 13h 17m 35,4s. Привидна величина (магнитуда) објекта IC 865 износи 14,5 а фотографска магнитуда 15,4. IC 865 је још познат и под ознакама NPM1G -05.0473, PGC 158675.